# Кунсентмиклош
Кунсентмиклош (мађ. Kunszentmiklós) је град у Мађарској. Кунсентмиклош је град у оквиру жупаније Бач-Кишкун.
Кунсентмиклош је имао 8.793 становника према подацима из 2008. године.

## Географија
Град Кунсентмиклош се налази у средишњем делу Мађарске. Од престонице Будимпеште град је удаљен око 65 километара јужно. Град се налази у средишњем делу Панонске низије, близу десне обале Дунава. Надморска висина града је око 95 метара.

## Срби у месту
Малобројни Срби у месту нису имали ни цркву ни гробље, и сахрањивани су у римокатоличком гробљу. Припадали су православној парохији у Српском Ковину, где се уписивани у црквене матрикуле. Зна се да су ту живеле следеће породице: Поповић, Раденковић, Мичу, Јовановић, Чапа, Блаховић и Младеновић. Само три споменика су сачувана, и то од породице Чапо која потиче из Сентандреје.